# Dicamptus giganteus
Dicamptus giganteus là một loài tò vò trong họ Ichneumonidae.